# Sven Hornauf
Sven Hornauf (* 1973 in Frankfurt (Oder)) ist ein deutscher Politiker (BSW, zuvor Die Linke). Er ist seit 2024 Mitglied im Landtag Brandenburg.

## Leben und Beruf
Hornauf studierte Rechtswissenschaften an der Europa-Universität Viadrina. Er ist Rechtsanwalt mit Spezialisierung auf kommunales Satzungs- und Abgabenrecht sowie Verwaltungsrecht. Hornauf ist verheiratet und hat ein Kind.  

## Politik
Hornauf saß von 1993 bis 1998 und von 2003 bis 2014 für Die Linke in der Stadtverordnetenversammlung von Frankfurt (Oder). 2024 trat er dem BSW bei, wurde für die Landtagswahl in Brandenburg 2024 auf den achten Platz der Landesliste gesetzt und wurde so Mitglied des 8. Brandenburger Landtags.
Hornauf kritisierte im Zuge der Koalitionsverhandlungen den Ausbau des Fliegerhorst Holzdorf und die geplante Stationierung von „Arrow 3“-Abwehrraketen. Er kündigte an, Dietmar Woidke nicht zum Ministerpräsidenten zu wählen, wenn sich die SPD-BSW-Koalition nicht gegen die Raketenstationierung stellt. BSW-Fraktionsvorsitzender Robert Crumbach kritisierte dieses Vorhaben und forderte ihn auf, sein Mandat niederzulegen, wenn er nicht für Woidke stimmen wolle. Hornauf erwog einen Austritt aus der BSW-Fraktion, woraufhin die BSW-Landesspitze über ein Parteiausschlussverfahren beriet, sich jedoch dagegen entschied. Während die restliche BSW-Fraktion einen AfD-Antrag zum Ukrainekrieg ablehnte, enthielt sich Hornauf.
Am 26. Februar 2025 unterstützte Hornauf einen Antrag der AfD gegen eine Verkleinerung der Parlamentarischen Kontrollkommission. Der BSW-Fraktionsvorsitzende Niels-Olaf Lüders kündigte daraufhin eine erneute Prüfung eines möglichen Fraktionsausschlusses an.